# Leptobelistis asemanta
Leptobelistis asemanta är en fjärilsart som beskrevs av Turner 1902. Leptobelistis asemanta ingår i släktet Leptobelistis och familjen plattmalar. Inga underarter finns listade i Catalogue of Life.